# Echipa națională de fotbal a Qatarului
Echipa națională de fotbal a Qatarului este naționala de fotbal a Qatarului și este controlată de Asociația de Fotbal din Qatar. Nu s-au calificat niciodată la Campionatul Mondial de Fotbal, dar vor găzdui turneul din 2022. Echipa a participat la șapte ediții ale Cupei Asiei și va găzdui ediția din Cupa Asiei 2011.

## Campionatul Mondial
| Campionatul Mondial | Campionatul Mondial | Campionatul Mondial | Campionatul Mondial | Campionatul Mondial | Campionatul Mondial | Campionatul Mondial | Campionatul Mondial | Campionatul Mondial |    | Calificări | Calificări | Calificări | Calificări | Calificări | Calificări |
| Anul                | Rezultat            | Poziția             | MJ                  | V                   | E*                  | Î                   | GM                  | GP                  | GF | V          | E*         | Î          | GM         | GP         |            |
| ------------------- | ------------------- | ------------------- | ------------------- | ------------------- | ------------------- | ------------------- | ------------------- | ------------------- | -- | ---------- | ---------- | ---------- | ---------- | ---------- | ---------- |
| 1930 până la 1974   | Nu a participat     | -                   | -                   | -                   | -                   | -                   | -                   | -                   | -  | -          | -          | -          | -          | -          |            |
| 1978                | Nu s-a calificat    | -                   | -                   | -                   | -                   | -                   | -                   | -                   | 4  | 1          | 0          | 3          | 3          | 9          |            |
| 1982                | Nu s-a calificat    | -                   | -                   | -                   | -                   | -                   | -                   | -                   | 4  | 2          | 0          | 2          | 5          | 3          |            |
| 1986                | Nu s-a calificat    | -                   | -                   | -                   | -                   | -                   | -                   | -                   | 4  | 2          | 0          | 2          | 6          | 3          |            |
| 1990                | Nu s-a calificat    | -                   | -                   | -                   | -                   | -                   | -                   | -                   | 11 | 4          | 6          | 1          | 12         | 8          |            |
| 1994                | Nu s-a calificat    | -                   | -                   | -                   | -                   | -                   | -                   | -                   | 8  | 5          | 1          | 2          | 22         | 8          |            |
| 1998                | Nu s-a calificat    | -                   | -                   | -                   | -                   | -                   | -                   | -                   | 11 | 6          | 1          | 4          | 21         | 10         |            |
| 2002                | Nu s-a calificat    | -                   | -                   | -                   | -                   | -                   | -                   | -                   | 14 | 7          | 4          | 3          | 24         | 13         |            |
| 2006                | Nu s-a calificat    | -                   | -                   | -                   | -                   | -                   | -                   | -                   | 6  | 3          | 0          | 3          | 16         | 8          |            |
| 2010                | Nu s-a calificat    | -                   | -                   | -                   | -                   | -                   | -                   | -                   | 8  | 3          | 1          | 4          | 6          | 8          |            |
| 2014                | Nu s-a calificat    | -                   | -                   | -                   | -                   | -                   | -                   | -                   |    |            |            |            |            |            |            |
| 2018                | Nu s-a calificat    | -                   | -                   | -                   | -                   | -                   | -                   | -                   |    |            |            |            |            |            |            |
| 2022                | Gazdă               |                     |                     |                     |                     |                     |                     |                     |    |            |            |            |            |            |            |
| Total               | -                   |                     | -                   | -                   | -                   | -                   | -                   | -                   | 86 | 39         | 17         | 30         | 131        | 90         |            |

## Cupa Asiei
| Cupa Asiei   | Cupa Asiei             | Cupa Asiei | Cupa Asiei | Cupa Asiei | Cupa Asiei | Cupa Asiei | Cupa Asiei |    | Calificări | Calificări | Calificări | Calificări | Calificări | Calificări |
| Anul         | Rezultat               | MJ         | V          | E*         | Î          | GM         | GP         | DG | V          | E*         | Î          | GM         | GP         |            |
| ------------ | ---------------------- | ---------- | ---------- | ---------- | ---------- | ---------- | ---------- | -- | ---------- | ---------- | ---------- | ---------- | ---------- | ---------- |
| 1956 to 1972 | Nu a participat        | -          | -          | -          | -          | -          | -          | -  | -          | -          | -          | -          | -          |            |
| 1976         | Nu s-a calificat       | -          | -          | -          | -          | -          | -          | 6  | 2          | 1          | 3          | 5          | 8          |            |
| 1980         | Runda 1                | 4          | 1          | 1          | 2          | 3          | 8          | 4  | 3          | 1          | 0          | 10         | 2          |            |
| 1984         | Runda 1                | 4          | 1          | 2          | 1          | 3          | 3          | 4  | 3          | 0          | 1          | 11         | 1          |            |
| 1988         | Runda 1                | 4          | 2          | 0          | 2          | 7          | 6          |    |            |            |            |            |            |            |
| 1992         | Runda 1                | 3          | 0          | 2          | 1          | 3          | 4          | 2  | 2          | 0          | 0          | 8          | 2          |            |
| 1996         | Nu s-a calificat       | -          | -          | -          | -          | -          | -          | 4  | 2          | 0          | 2          | 5          | 4          |            |
| 2000         | Sferturi               | 4          | 0          | 3          | 1          | 3          | 5          | 4  | 3          | 1          | 0          | 11         | 3          |            |
| 2004         | Runda 1                | 3          | 0          | 1          | 2          | 2          | 4          | 6  | 3          | 2          | 1          | 10         | 7          |            |
| 2007         | Runda 1                | 3          | 0          | 2          | 1          | 3          | 4          | 6  | 5          | 0          | 1          | 14         | 4          |            |
| 2011         | Sferturi               | 4          | 2          | 0          | 2          | 7          | 4          |    |            |            |            |            |            |            |
| Total        | Cea mai bună: Sferturi | 29         | 6          | 11         | 12         | 31         | 39         | 36 | 23         | 5          | 8          | 74         | 31         |            |